# Benfluorex
El benfluorex, comercialitzat sota el nom de Mediator pels Laboratoris Servier entre 1976 i 2009, és un principi actiu farmacèutic, químicament proper a la norfenfluramina, una substància tòxica ella mateixa molt pròxima a l'amfetamina.
El reconeixement de la toxicitat del benfluorex va comportar el final de la seva comercialització a diversos països, però a França no va ser fins a l'any 2009, i gràcies a la insistència d'Irène Frachon, pneumòloga de Brest, que va permetre donar a conèixer la toxicitat del Mediator. Els altres fenfluramines, igualment tòxics, s'havien deixat de comercialitzar el 1997.
Per una sentència del 20 de setembre de 2017, el Tribunal de cassació va reconèixer la responsabilitat dels Laboratoris Servier, confirmant el imputabilitat dels problemes cardiovasculars al Mediator: "l'estat dels coneixements científics no permetia ignorar els riscos d'hipertensió arterial pulmonar i valvulopaties induïdes pel benfluorex".